# Euryzygomatomys
Euryzygomatomys là một chi động vật có vú trong họ Echimyidae, bộ Gặm nhấm. Chi này được Goeldi miêu tả năm 1901. Loài điển hình của chi này là Rattus spinosus G. Fischer, 1814.

## Các loài
Chi này gồm các loài: